# Schizoporella errata
Schizoporella errata är en mossdjursart som först beskrevs av Campbell Easter Waters 1878.  Schizoporella errata ingår i släktet Schizoporella och familjen Schizoporellidae. Inga underarter finns listade i Catalogue of Life.